# 嘉寶文
嘉寶文（1944年2月11日—），加拿大卑詩省政治人物，卑詩新民主黨籍。1944年生於英格蘭倫敦。畢業於卑詩大學。1972至1975年任卑詩省省議會議員，代表北溫哥華-西摩選區。1979至1996年再次擔任省議員，代表北島選區，期間曾任卑詩省律政廳長（1991至1995年）、政府服務廳長兼專責體育廳長（1995至1996年）。